# 長期暦
長期暦（ちょうきれき、英: Long Count, 西: cuenta larga）とはメソアメリカ文明でおそくとも紀元前1世紀頃から使用されはじめた暦である。周期が非常に長いために、実質上循環しない暦として利用できる。碑文に長期暦が記されている場合にはその絶対年代を知ることができるために重要である。マヤ諸都市の石碑に刻まれていたことでひろく知られるようになったためにマヤ暦とされることもあるが、マヤ以外の土地で古くから使われており、マヤ文明に起源するわけではない。
マヤの暦全般については「マヤ暦」・「マヤ文明#マヤのカレンダー」を参照

## 長期暦のサイクル
長期暦は、1日であるキン、20キンの「月」であるウィナル、18ウィナルの「年」であるトゥン、さらに20トゥンを1カトゥン、20カトゥンを1バクトゥンとする単位で構成される。石碑に長期暦の日が刻まれたり墓の壁画に長期暦の日付けが刻まれたりしていると、その日を特定できるため、歴史学上又は考古学上の貴重な資料となる。マヤ研究者は通常バクトゥンから順に「.」で区切って算用数字で長期暦を表す。
| 名称       | 日数   | 備考     |
| ---------- | ------ | -------- |
| バクトゥン | 144000 | 約394年  |
| カトゥン   | 7200   | 約19.7年 |
| トゥン     | 360    | 約1年    |
| ウィナル   | 20     |          |
| キン       | 1      |          |

トンプソンによると、計算のためにバクトゥンより大きな単位も存在し、20バクトゥンを1ピクトゥン、20ピクトゥンを1カラブトゥン、20カラブトゥンを1キンチルトゥン、20キンチルトゥンを1アラウトゥンとした。1アラウトゥンは約6308万年に相当する。
長期暦の元期は13.0.0.0.0 4アハウ 8クムクであり、これは先発グレゴリオ暦で紀元前3114年8月11日にあたるとされる。バクトゥンで0のかわりに13が使われているのは、おそらくツォルキンの日付の計算で13を0として扱うのが拡大解釈されたものであろうという。キリグア石碑Cではこの日付に創造説話を関連させている。一部の碑文では長期暦の5つの数の上にずらっと13を並べたものがある。
下記のGMT対照法によれば、2012年12月21日にこの13.0.0.0.0（4アハウ 3カンキン）に至る。ただし、近年騒がれている周期に終わりがあるかのような解釈については、マヤ古来のものでなく西洋的な見方であるとして否定的な見解もある。ドレスデン絵文書には元期より以前の紀元前3115年3月20日の日付も扱われており、元期に終末が来るように考えられていたようではない。

### 西暦との対応関係
西暦との対応については以前はスピンデン対照法（Spinden Correlation）という換算法とGMT対照法（GMT Correlation）という2つの換算法の間で論争があったが、現在はGMT対照法が2,3日のズレはあるがほぼ正しいという結論に落ち着いている。

## 起源及び最古の資料
長期暦の最も古い資料は7バクトゥンを表すもので（cycle7の資料と呼ばれる）、7バクトゥンのはじまる紀元前354年頃から紀元前30年くらいの時期にcycle7の資料が集中する付近に住むチャパス州北部とタバスコ州に住む先住民ソケーやオアハカ州北東部に住む先住民ミヘーの人々によって発明されたと推察されている。ラ・モハーラやトゥシュトラの小像に刻まれている碑文や銘文がかれらの言語を当てはめると解読できると主張する学者もいるからである（ラ・モハラの文字を参照）。
確実に最古の日付けが刻まれているとされるのは、メキシコ・チャパス州のチャパ・デ・コルソ(Chiapa de Corzo)の石碑2号である〔7バクトゥン16カトゥン〕3トゥン2ウィナル13キン6ベン〔18シュル〕（7.16.3.2.13 = 紀元前36年。角括弧内は計算により補った箇所。以下、長期暦の単位を「.」で略す）の日付けが刻まれている。ただしグアテマラのアバフ・タカリクの石碑2号の日付けはカトゥン以下が欠損しているためはっきりしないが、カトゥンの「位」が6であれば7.6.0.0.0.として一番古くて紀元前235年までさかのぼることになる。また仮に16であっても7.16.0.0.0.であれば、紀元前38年になるので最も古くなる可能性を持っている。7.16.19.17.19であれば紀元前18年に当たる。
以下紀元2世紀のものまで挙げると、
- 7.16.6.16.18.〔6エツナブ1ウオ〕（紀元前32年）　トレス・サポーテス（Tres Zapotes）の石碑C（メキシコ湾岸）
- 7.19.15.7.12?.12エブ〔0ケフ〕（紀元37年）　エル・バウル（El Baul、グアテマラ高地）の石碑1号
- 8.2.2.10.5.〔7チクチャン18ウオ〕（紀元83年）　アバフ・タカリク（Abaj Takalik、グアテマラ高地）の石碑5号
- （8.）4.0.0.0.〔1アハウ8ポプ〕（紀元120年）　ダンバートン・オークス蔵の硬玉製の儀礼斧
- 8.4.5.17.11.〔7チュエン14カヤブ〕（紀元126年）　アバフ・タカリク（Abaj Takalik、グアテマラ高地）の石碑5号
- 8.5.3.3.5.〔13チクチャン3カヤブ〕（紀元143年）　ラ・モハーラ（La Mojarra）の石碑1号
- 8.5.16.9.7.〔5マニク15ポプ〕（紀元156年）　ラ・モハーラ（La Mojarra）の石碑1号
- 8.6.2.4.17.〔8カーバン0カンキン〕（紀元162年）　トゥシュトラの小像（Tuxtla Statuette、メキシコ湾岸トウシュトラ山塊）

## マヤの長期暦の資料
マヤで長期暦を記した最古の資料とされるものにハウバーグの石碑（紋章文字が刻まれているがどの遺跡のものか比定できない）があり、〔8.8.0.7.0.〕3アハウ13シュル （紀元199年）とされるが、欠損が多い。これを除くともっとも古い日付はティカル石碑29号の8.12.14.8.15（292年）になる。
マヤ中心部の都市国家は9世紀に次々に崩壊し、10世紀にはいるとほとんど長期暦は記されなくなった。トニナのモニュメント101号 10.4.0.0.0（909年1月15日）が確実なものではもっとも遅い日付を表している。イツィムテ石碑6号は10.4.1.0.0（910年）の日付が記されているともいう。

## 短期暦
スペイン人がマヤの地を訪れたときにはもはや長期暦は使われていなかったが、それを簡単にした短期暦が後古典期のマヤ低地で使われていた。この暦は『チラム・バラムの書』のような後世の書物にも使われている。短期暦ではバクトゥンを使わず、カトゥンをその最後の日のツォルキンによる日付で呼んだ。この方式では13カトゥン（93600日、256年強）で一周する。カトゥンの日数（7200日）は20の倍数なので、20日周期は常にアハウになる。また、7200 = 13 × 553 + 11 なので、13日の数字は11ずつ進む。